# Уррао
Уррао (исп. Urrao) — город и муниципалитет на западе Колумбии, на территории департамента Антьокия. Входит в состав субрегиона Юго-западная Антьокия.

## История
До прихода испанцев территорию муниципалитета населяли представители индейского племени es:Catíos.
Поселение из которого позднее вырос город было основано 12 июня 1781 года. Муниципалитет Уррао был выделен в отдельную административную единицу в 1834 году.

## Географическое положение
Город расположен в юго-западной части департамента, в гористой местности Западной Кордильеры, на расстоянии приблизительно 57 километров к западу от Медельина, административного центра департамента. Абсолютная высота — 1833 метра над уровнем моря.

Муниципалитет Уррао граничит на севере с муниципалитетами Фронтино и Абрьяки, на востоке — с муниципалитетами Кайседо, Анса, Бетулия и Конкордия, на юго-востоке — с муниципалитетом Сальгар, на западе — с муниципалитетом Вихия-дель-Фуэрте, на юге — с территорией департамента Чоко. Площадь муниципалитета составляет 2556 км².

## Население
По данным Национального административного департамента статистики Колумбии, совокупная численность населения города и муниципалитета в 2012 году составляла 42 847 человек.
Динамика численности населения муниципалитета по годам:
| 2005   | 2006   | 2007   | 2008   | 2009   | 2010   | 2011   | 2012   |
| ------ | ------ | ------ | ------ | ------ | ------ | ------ | ------ |
| 38 923 | 39 446 | 39 996 | 40 558 | 41 111 | 41 689 | 42 260 | 42 847 |

Согласно данным переписи 2005 года мужчины составляли 50 % от населения Уррао, женщины — соответственно 50 %. В расовом отношении белые и метисы составляли 93,5 % от населения города; индейцы — 5,4; негры, мулаты и райсальцы — 1,1 %.
Уровень грамотности среди всего населения составлял 76,2 %.

## Экономика
Основу экономики Уррао составляет сельскохозяйственное производство. На территории муниципалитета выращивают фасоль, томаты, кофе, сахарный тростник, фрукты и др.

49,4 % от общего числа городских и муниципальных предприятий составляют предприятия торговой сферы, 34,3 % — предприятия сферы обслуживания, 15,6 % — промышленные предприятия, 0,7 % — предприятия иных отраслей экономики.

## Известные уроженцы
- Уран, Ригоберто — колумбийский профессиональный шоссейный велогонщик.